# 井田村 (三重県)
井田村（いだむら）は三重県南牟婁郡にあった村。現在の紀宝町井田・神内にあたる。

## 地理
- 海洋：熊野灘
- 山岳：大烏帽子山
- 河川：神内川

## 歴史
- 1894年（明治27年）2月13日 - 宇和野村が分割され、大字井田・神内の区域をもって発足。
- 1954年（昭和29年）10月31日 - 御船村・相野谷村と合併して紀宝町が発足。同日井田村廃止。

## 交通

### 鉄道路線
- 日本国有鉄道
  - 紀勢西線（現・紀勢本線）
    - 紀伊井田駅

### 道路
- 国道170号（現・国道42号）